# Fallon (Nevada)
Pour les articles homonymes, voir Fallon.
La ville de Fallon est le siège du comté de Churchill, dans l’État du Nevada, aux États-Unis. Selon le recensement de 2010, elle compte 8 606 habitants.

## Jumelage
- Vani (Géorgie)

## Source
- (en) Cet article est partiellement ou en totalité issu de l’article de Wikipédia en anglais intitulé « Fallon, Nevada » (voir la liste des auteurs).